# Mevis & Van Deursen
Mevis & Van Deursen was een Amsterdams grafisch ontwerpersduo, bestaande uit Armand Mevis (1963) en Linda van Deursen (1961). Het duo werd internationaal gerekend tot de meest inventieve en gerenommeerde Nederlandse ontwerpers.
Mevis & Van Deursen werkten met name voor de culturele sector. Ze hebben boeken ontworpen voor kunstenaars als Gabriel Orozco en Rineke Dijkstra. Ze ontwierpen verder onder meer de visuele identiteit van Museum Boijmans Van Beuningen in Rotterdam van 2003 tot 2006, de modeontwerpers Viktor & Rolf en het kunsttijdschrift Metropolis M. Hun werk is internationaal tentoongesteld in musea en onderwijsinstellingen.
Mevis geeft les aan de Werkplaats Typografie in Arnhem; Van Deursen was tot 2015 hoofddocent grafisch ontwerp aan de Gerrit Rietveld Academie in Amsterdam en geeft sinds 2017 les aan de Koninklijke Academie in Den Haag op de master Non Linear Narrative. 
In 2009 is het duo Mevis & Van Deursen een van de drie laureaten, die de jaarlijkse Amsterdamprijs voor de Kunst, ter grootte van 35.000 euro, ontvangen.
In 2012 heeft het duo veel kritiek ontvangen op het nieuwe logo van het Stedelijk Museum Amsterdam.
Sinds 2023 is het duo uit elkaar en zijn ze verder gegaan als zelfstandig ontwerpers.